# Колодезная (приток Калитвы)
Колодезная (устар. Колодезянка) — река в России, протекает по Миллеровскому району Ростовской области. Устье реки находится у слободы Кудиновка в 226 км от устья Калитвы по правому берегу. Длина реки составляет 17 км, площадь водосборного бассейна — 226 км².

## Данные водного реестра
По данным государственного водного реестра России относится к Донскому бассейновому округу, водохозяйственный участок реки — Калитва, речной подбассейн реки — Северский Донец (российская часть бассейна). Речной бассейн реки — Дон (российская часть бассейна).
Код объекта в государственном водном реестре — 05010400612107000014101.